# Хамада, Сори
Сори Хамада (яп. 濵田 尚里; род. 25 сентября 1990) — японская дзюдоистка, чемпионка мира 2018 года в весовой категории до 78 кг. Чемпион Азии 2017 года. Олимпийская чемпионка Игр 2020 в Токио.

## Биография
Она начала заниматься дзюдо в своем родном Кирисиме в возрасте 10 лет. После окончания зимней школы Кагасима в Кагосиме в 2009 году стала обучаться в университете Джаманши гакуин в Кофу. После окончания колледжа она готовится в Учебном центре JSDF с 2013 года .
В том же 2013 году она начала международную соревновательную деятельность.
В 2016 году на Олимпийских играх в Рио-де-Жанейро не прошла квалификацию.
В 2017 году в Гонконге она выиграла Чемпионат Азии.
В 2018 году она стала первой японской спортсменкой, выигравшей титул чемпиона мира по дзюдо и самбо.
На чемпионате мира 2018 года в Баку, в финале в весовой категории до 78 кг, одержала победу во всех своих поединках и завоевала золотую медаль чемпионата.
На предолимпийском чемпионате мира 2019 года, который проходил в Токио завоевала серебряную медаль, уступив в финале французской спортсменке Мадлен Малонге. В составе смешанной команды стала чемпионкой мира.